# شعب ثولي

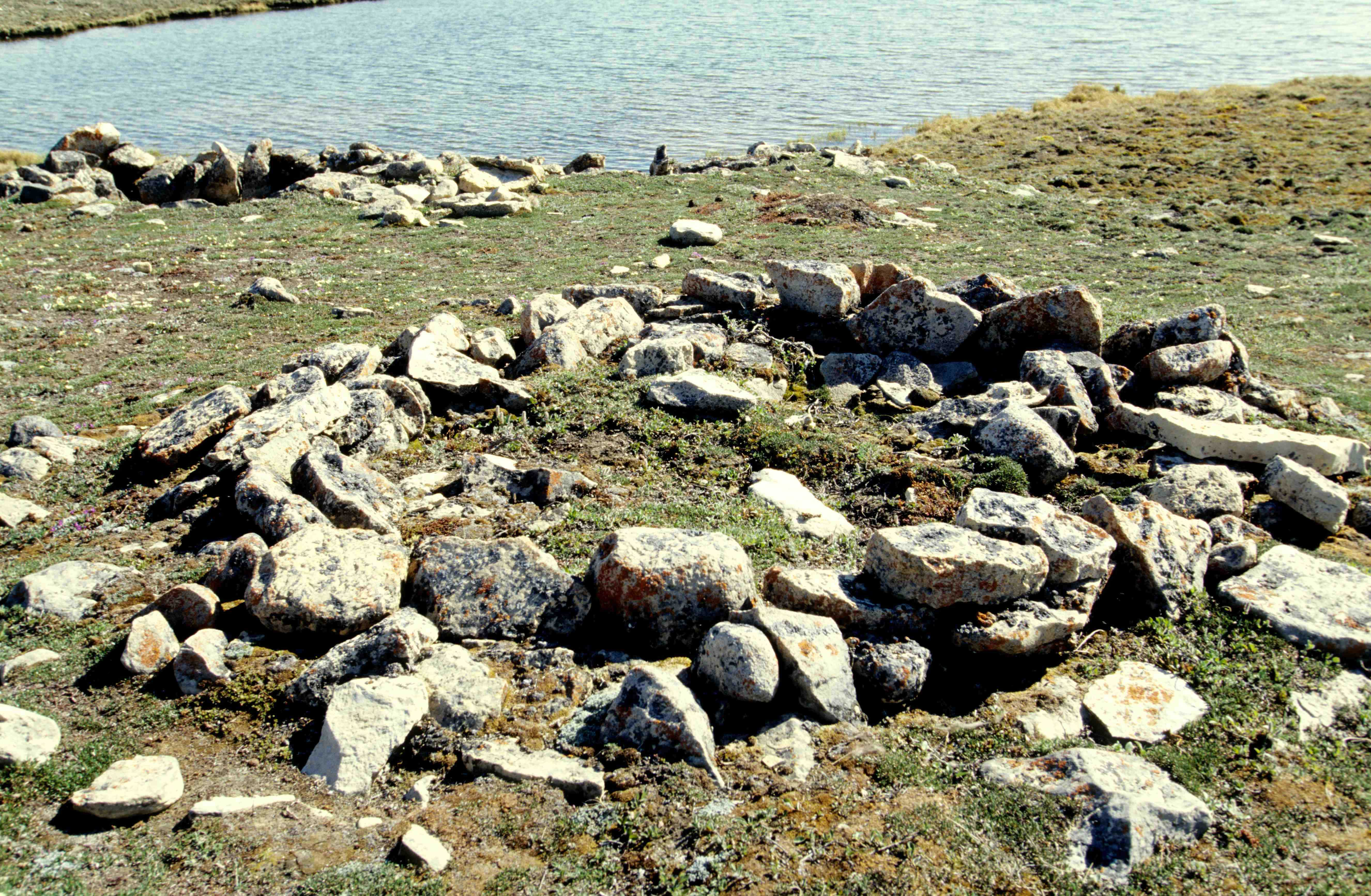
موقع ثول بالقرب من خليج كامبريدج، جزيرة فيكتوريا

كان الثولي أو بروتو-إنويت سلفًا لجميع شعب الإنويت المعاصر. توسعوا على سواحل ألاسكا بحلول عام 1000 وامتدوا شرقًا عبر شمال كندا حتى وصلوا إلى جرينلاند بحلول القرن الثالث عشر. خلال تلك المرحلة، حلّوا محل شعب حضارة دورسيت الذين قطنوا المنطقة قبلهم. يعود الاسم «ثولي» إلى موقع ثولي (تغير مكانه وأعيدت تسميته إلى كاناك سنة 1953) في شمال غرب جرينلاند، قبالة كندا، حيث عثر لأول مرة على البقايا الأثرية للشعب في موقع التنقيب الأثري كومرز ميدن. تربط بين الإنويت والثولي روابط بيولوجية وثقافية ولغوية.
تدعم الأدلة فكرة أن الثولي (وأيضًا الدورسيت ولكن بدرجة أقل) كانوا على اتصال مع الفايكنج، الذين وصلوا إلى شواطئ كندا في القرن الحادي عشر. في المصادر التابعة للفايكنج، يسمى هذا الشعب «سكرايلنيغ». هاجر بعض الثولي جنوبًا فيما يدعى «بالتوسع الثاني» أو «المرحلة الثانية». بحلول القرنين الثالث عشر والرابع عشر، احتل الثولي منطقة كانت مأهولة في السابق من قبل الإنويت الأوسطيين، وبحلول القرن الخامس عشر، حل الثولي مكان الدورسيت. بدأت الاتصالات المكثفة مع الأوروبيين في القرن الثامن عشر. تسببت الآثار المدمرة «للعصر الجليدي الصغير» (1650 – 1850) بانفصال جماعات الثولي عن بعضها، سمي الشعب بعد ذلك بالإسكيمو ومن ثم بالإنويت.

## تاريخ
عاشت حضارة الثولي بين عامي 200 قبل الميلاد و1600 ميلادية حول مضيق بيرنغ، وكان شعب الثولي أسلافًا مما قبل التاريخ للإسكيمو الذين يعيشون الآن في شمال لابرادور. اكتشفت حضارة الثولي من قبل ثيركيل ماثياسن، بعد مشاركته كعالم آثار ورسام خرائط في البعثة الدنماركية الخامسة إلى أمريكا القطبية الشمالية في الفترة بين عامي 1921 و1924. كشف عن الآثار في مواقع على جزيرة بافين ومنطقة خليج هدسون الشمالية الغربية، والتي اعتبرها بقايا حضارة إسكيمو متطورة اعتمدت على صيد الحيتان نشأت في ألاسكا وانتقلت إلى القطب الشمالي في كندا قبل حوالي 1000 سنة مضت. هناك ثلاث مراحل من التطور أدت إلى نشوء حضارة ثولي؛ أوكفيك أو بحر بيرينغ القديم، بوونوك، وبيرنيرك، ومن ثم حضارة ثولي. أشير إلى تلك المجموعات من الشعوب باسم ثقافات «نيو-إسكيمو»، والتي تختلف عن حضارة نورتون القديمة.
هناك عدة مراحل من التطور التي أدت إلى نشوء حضارة ثولي: مرحلة بحر بيرينغ القديم، ومرحلة بونوك، ومرحلة بيرنيرك. تمثل هذه المراحل تغيرات في حضارة ثولي التي توسعت مع مرور الوقت. حلت حضارة ثولي محل حضارة دورسيت في المنطقة القطبية الشمالية الشرقية، واستقدمت الزوارق والقوارب المغطاة بالجلد، كما هو موجود في السجل الأحفوري، فضلًا عن تطوير استخدامات جديدة للحديد والنحاس وتطوير تقنيات حربون متقدمة (سلاح مثل الرمح) واستخدام الحوت مقوس الرأس، أكبر الحيوانات في القطب الشمالي. انتشروا عبر سواحل لابرادور وجرينلاند. هي الحضارة الأحدث «للنيو-إسكيمو».

### مرحلة بحر بيرينغ القديم، بين عامي 200 قبل الميلاد و500 ميلادية
كان أول من قام بتوصيف مرحلة بحر بيرينغ القديم هو دايموند جينيس، على أساس مجموعة قديمة مزخرفة من رؤوس الرماح العاجية وغيرها من الأشياء التي عثر عليها السكان الأصليون في جزر ديوميد وسانت لورنس. وصف جينيس حضارة بحر بيرينغ بأنها حضارة إنويت متقدمة جدًا من أصل شرق آسيوي وتسبق حضارة ثولي.
إن التكيف الكبير مع البيئة البحرية هو أحد أبرز صفات الثولي، ومرحلة بحر بيرينغ القديم، وهو ما يمكن رؤيته ضمن الأدلة الأثرية. تظهر كل الزوارق والقوارب المغطاة بالجلد في السجل الأثري لأول مرة. هيمنت الصخور المصقولة على عدة الأدوات في ذلك الوقت عوضًا عن الأحجار الرقيقة الحادة، بما فيها السكاكين، ورؤوس الرماح، وسكينة الأولو ذات الشفرة العريضة. صنع الشعب أيضًا أشكالًا بسيطة من الفخار، واستخدموا كلًا من العظام والقرون بكثرة كرؤوس للرماح، فضلًا عن صنع السهام، والرماح، ونظارات الثلج، وحربات الصيد، والإبر، والمخارز، والمعاول، وجواريف مصنوعة من عظم كتف حيوان فظ البحر.
هناك العديد من الابتكارات التي ظهرت وجعلت عملية الصيد أكثر كفاءة. استخدمت مخارز الثلج المثبتة على الرماح من أجل صيد الفقمات، فضلًا عن قطع تساعد الرمح على الطفو، ما سمح لهم بصيد عدد أكبر من الثدييات البحرية. اعتمد الشعب بشكل كبير على الفقمة وحيوان الفظ للحصول على كفاف يومهم. إنه لمن السهل تمييز تقنيات مرحلة بحر بيرينغ القديم نظرًا للزخارف المنقطة المنحنية، والدوائر، والخطوط الأقصر التي استخدموها لتزيين أدواتهم.
كانت العلاقة الزمنية بين حضارتي أوكفيك وبحر بيرينغ القديم موضع نقاش كبير لم يحسم حتى اليوم، مبني على الفن أساسًا. يعتبرها البعض حضارة متمايزة تسبق بحر بيرينغ القديم، ولكن التشابه الوثيق والتواريخ المحددة بالكربون المشع تشير إلى أن أوكفيك وبحر بيرينغ القديم تعتبران حضارتين معاصرتين على أحسن تقدير، مع تغييرات إقليمية بينهما.

### مرحلتا بونوك وبيرنيرك، حوالي عام 800 إلى عام 1400
تعتبر مرحلة بونوك تطورًا عن مرحلة بحر بيرينغ القديم، مع توزع وصل إلى كبرى جزر المضيق وعلى طول سواحل شبه جزيرة تشوكشي. تم توصيف حضارة بونوك من قبل هنري كولينز عام 1928 على إحدى جزر بونوك. أكدت أعمال تنقيب أثرية لاحقة في جزيرة سانت لورنس أفكار جينيس حول حضارة بحر بيرينغ، وأظهرت تسلسلًا ثقافيًا مستمرًا على الجزيرة من بحر بيرنغ القديم إلى بونوك إلى ثقافة الإسكيمو الحديثة.
تختلف بونوك عن بحر بيرينغ القديم من خلال أسلوب الصناعة اليدوية وأشكال المنازل، فضلًا عن أنماط الرماح وصيد الحيتان. كانت مستوطنات بونوك أكبر وأكثر شيوعًا من سابقتها. كانت عبارة عن مساكن مربعة أو مستطيلة تحت الأرض بأرضية خشبية. كان المنزل مثبتًا بواسطة عظام فك الحوت، ومغطىً بالجلد ثم العشب ثم الثلج. كانت تلك المنازل معزولة بشكل جيد، وأمكن رؤيتها فقط من قبل القاطنين أنفسهم.
كان لصيد الحيتان أهمية كبيرة في مرحلة بونوك. استعمل الصيادون القوارب المغطاة بالجلد واصطادو الحيتان في الأحواض الثلجية الضيقة والمياه المفتوحة في الخريف. تطلب صيد الحيتان في المياه المفتوحة قيادة ماهرة، وفريقًا من رجال القوارب والصيادين المهرة، وتعونًا بين عدد من القوارب. لا يزال قائد مركب صيد الحيتان «أومياليك» يحتل منصبًا بارزًا في مجتمعات القطب الشمالي اليوم. استبدلت الأدوات الحجرية المشظاة بأدوات حادة رقيقة. استبدلت أدوات الصيد العاجية بالرماح ثلاثية الرؤوس، واستخدمت الأدوات ذات الرؤوس الحديدة للحفر. أصبحت أنماط الرماح أبسط وأكثر توحيدًا، كما هو الحال مع فن البونوك. طور البونوك أساليب صيدهم التي أدت بدورها إلى صنع الدروع العظمية، فضلًا عن تقنية القوس والسهم. ظهرت أيضًا في مرحلة بونوك القبضات العظمية، والقوس المقوّى، وأدة البولة المستخدمة لصيد الطيور، وثقالات عاجية ثقيلة لشبكات الصيد، وسهام لصيد الطيور ذات رؤوس ثلمة.
عرفت حضارة بيرنيرك أكثر الشيء على طول الساحل الشمالي والغربي من ألاسكا. هناك ثلاث مراحل مرت بها حضارة ثقافة بيرنيرك، بيرنيرك المبكرة، وبيرنيرك المتوسطة، وبيرنيرك اللاحقة. تميزت هذه المراحل الثلاث أساسًا بتغييرات تدريجية في أنماط السهام ورؤوس الرماح. صنعت رؤوس الرماح غالبًا من قرون الوعل عوضًا عن العاج، واتسمت بإبر ثلاثية منتصفة في بيرنيرك المبكرة، وإبر منقسمة في بيرنيرك المتوسطة، وإبر أحادية التوضع على الجانبين في بيرنيرك اللاحقة.